# Kōtarō Yamazaki
Kōtarō Yamazaki (japanisch 山崎 光太郎 Yamazaki Kōtarō; * 19. Oktober 1978 in der Präfektur Shizuoka) ist ein ehemaliger japanischer Fußballspieler.

## Karriere
Yamazaki erlernte das Fußballspielen in der Schulmannschaft der Shimizu Higashi High School. Seinen ersten Vertrag unterschrieb er 1997 bei den Nagoya Grampus Eight. Der Verein spielte in der höchsten Liga des Landes, der J1 League. 2001 wechselte er zu Shimizu S-Pulse. 2001 gewann er mit dem Verein den Kaiserpokal. Für den Verein absolvierte er neun Erstligaspiele. 2003 wechselte er zum Zweitligisten Ventforet Kofu. Am Ende der Saison 2005 stieg der Verein in die J1 League auf. Für den Verein absolvierte er 73 Ligaspiele. Ende 2007 beendete er seine Karriere als Fußballspieler.

## Erfolge
Shimizu S-Pulse
- Kaiserpokal

Sieger: 2001